# Centracanthidae

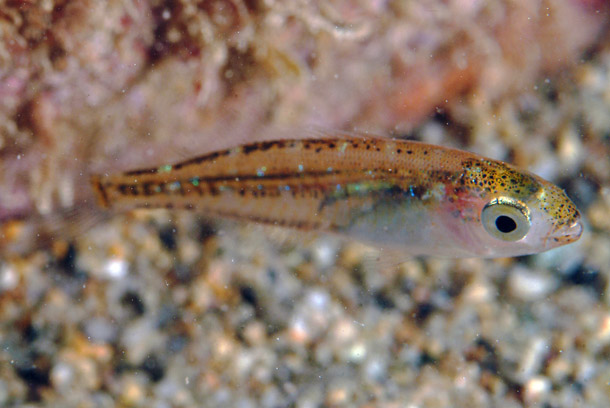
Giovane di Centracanthus cirrus

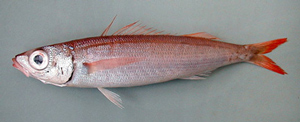
Centracanthus cirrus adulto

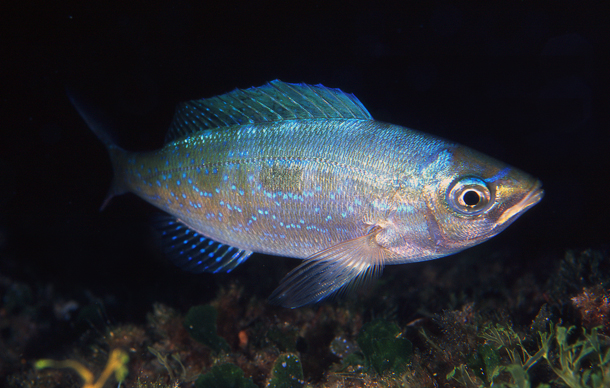
Femmina di Spicara maena

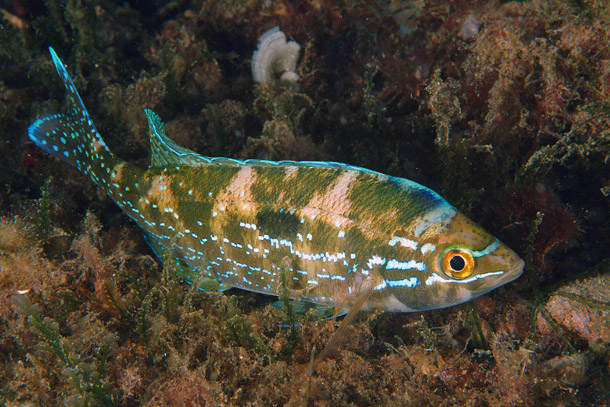
Maschio di Spicara maena in abito nuziale

Centracanthidae (conosciuti in italiano come mennole o zerri) è una famiglia di pesci ossei marini dell'ordine Perciformes.

## Distribuzione e habitat
Sono tipici dell'Oceano Atlantico orientale e sono particolarmente comuni nelle acque sudafricane e nel mar Mediterraneo dove sono presenti 3 o 4 specie.
Sono tipicamente costieri anche se il Centracanthus cirrus si può incontrare ad una certa profondità.

## Descrizione
Sono complessivamente simili agli sparidi ma se ne differenziano facilmente a causa della bocca protrattile che si allunga a tubo in maniera evidentissima. Il corpo è ovale con scaglie piccole. La pinna dorsale, similmente agli sparidi, è divisa in una porzione anteriore spinosa ed una posteriore molle, ed è piuttosto lunga. In Centracanthus cirrus la pinna dorsale ha una profonda incisione tra la parte anteriore e quella posteriore. La pinna caudale è più o meno forcuta. L'opercolo branchiale non ha spine.
La colorazione è rossastra in Centracanthus cirrus e grigio-azzurra in  Spicara, in quest'ultimo genere, nei maschi in livrea nuziale, può avere toni blu elettrico.
Le dimensioni sono piccole, di solito non superiori a poche decine di centimetri.

## Biologia
Sono pesci demersali gregari che formano banchi talvolta molto estesi.

### Alimentazione
Si cibano di piccoli invertebrati sia planctonici che bentonici come i copepodi. Catturano le prede risucchiandole grazie alla rapida estensione dell'apparato boccale.

### Riproduzione
Molte specie effettuano spostamenti locali (ma non vere e proprie migrazioni) in occasione della riproduzione, quando si formsno vasti raggruppamenti di individui. Le uova sono deposte in acqua libera ed hanno una goccia oleosa ma cadono verso il fondo. Gli avannotti sono pelagici.

## Pesca
Sia i pescatori sportivi che quelli professionisti ne catturano talvolta grandi quantitativi ma le carni di questi pesci sono liscose e poco apprezzate. Vengono spesso consumati in carpione.

## Generi
- Centracanthus Rafinesque, 1810
- Spicara Rafinesque, 1810

## Specie mediterranee
- Centracanthus cirrus Rafinesque, 1810
- Spicara flexuosa Rafinesque, 1810 (considerata attualmente sinonimo di Spicara maena)
- Spicara maena Linnaeus, 1758
- Spicara smaris Linnaeus, 1758